# Bunny (film)
Pour les articles homonymes, voir Bunny.
Pour plus de détails, voir Fiche technique et Distribution.
Bunny est un court métrage d'animation américain réalisé par Chris Wedge, sorti en 1998 aux États-Unis.

## Synopsis
L’histoire d’une lapine, ayant l’âge de grand-mère, nommée Bunny vivant toute seule depuis la mort de son mari. Un soir, alors qu’elle préparait un gâteau aux carottes, un insecte volant se met à tourner autour d’elle. Bunny, agacée, se met à chasser l’insecte (probablement un papillon sphinx). Mais l’insecte joue la forte tête et continue à embêter Bunny. Bunny décide de mettre son gâteau dans le four avec le papillon qui est tombé dedans.
Bunny regretta son geste. Lorsqu’une intense lumière bleue sortit soudainement du four. Curieuse, Bunny s’en approche. Elle finit par rentrer dans le four. Elle se retrouve happée dans un tunnel mystérieux. Un tunnel avec des papillons sphinx volants en direction d’une sortie mystérieuse.
Le tablier de Bunny se transforma en ailes de papillon. Elle retrouva le papillon sphinx du début du film. Tous deux s’envolèrent en direction de cette mystérieuse sortie (que l’on a également aperçue au tout début du film).

## Fiche technique
- Titre original : Bunny
- Titre français : Bunny
- Titre québécois : Inconnu
- Réalisation : Chris Wedge
- Scénario : Chris Wedge
- Montage : Tim Nordquist
- Musique : Kathleen Brennan et Tom Waits
- Production : Nina Rappaport
- Sociétés de production : Blue Sky Studios
- Société de distribution : 20th Century Fox
- Pays de production :  États-Unis
- Langue originale : anglais
- Durée : 7 minutes et 15 secondes
- Date de sortie : 
  - États-Unis : 1998

## Récompenses et nominations
- 1999 : Oscar du meilleur court métrage d'animation